# Liste der Naturdenkmäler im Bezirk Zell am See
Die Liste der Naturdenkmäler im Bezirk Zell am See listet alle als Naturdenkmal ausgewiesenen Objekte im Bezirk Zell am See im Bundesland Salzburg auf.

## Naturdenkmäler
| Foto |                 | Name                                              | ID       | Standort | Beschreibung | Fläche    | Datum      |
| ---- | --------------- | ------------------------------------------------- | -------- | --- | --- | --------- | ---------- |
| 0 BW | Datei hochladen | Linde bei der Kirche in Dienten                   | NDM00017 | Dienten am Hochkönig KG: Dienten GrStNr: 46 Standort                                                                            | Die Sommerlinde (Tilia platyphyllos) wies zum Untersuchungszeitpunkt eine Höhe von 25 m und einen Brusthöhendurchmesser von 1,70 m auf. Mit der Linde wurde ein umgebender Grundstreifen mit 4 m Radius ab dem Stamm unter Schutz gestellt. | 51 m²     | 10.01.1933 |
| 1    | Datei hochladen | Hintersee im Felbertal                            | NDM00021 | Mittersill KG: Felbertal GrStNr: 283/4; 287 Standort                                                                            | Der Hintersee ist ein Gebirgssee in 1313 m Höhe im Talschluss des Felbertals. Er ist rund 300 m lang, 200 m breit und entstand 1495 durch einen Bergsturz. Er wird vom Schmelz- und Regenwasser der umliegenden Berge gespeist und wird vom Felberbach entwässert. | 632,86 ha | 20.01.1933 |
| 1    | Datei hochladen | Ahorngruppe bei der Thumersbacher Kapelle         | NDM00022 | Zell am See KG: Thumersbach GrStNr: 560; 561 Standort                                                                           | Die Ahorngruppe bestand zum Untersuchungszeitpunkt aus 30 Bergahornen, darunter acht bis zehn alte Stämme. Ein Baum wurde 1988 abgestockt. Mit den Bäumen wurde ein Grundstreifen von 3 m Radius je Stamm mitgeschützt. | 1 ha      | 17.02.1933 |
| 0 BW | Datei hochladen | Laubholzbestand nächst dem Kesselfall             | NDM00023 | Kaprun KG: Kaprun GrStNr: 71/2; 71/11; 71/5; 71/8; 71/10 Standort                                                               | Der Waldbestand links der Kapruner Ache ist mit Buchen, Bergahorn, Bergulmen bewachsen. Auch Biogenetisches Reservat Laubholzbestand beim – mit Naturwaldreservat Laubwald beim Kesselfall (NWR00006, ca. 45 ha) | 79,3 ha   | 23.02.1933 |
| 1    | Datei hochladen | Gipfel des Plattenkogels                          | NDM00024 | Krimml KG: Krimml GrStNr: 434 Standort                                                                                          | Das kuppenartige Urgebirge wurde in einem Radius von 150 m ab dem Schwarzenbergdenkmal geschützt. | 6,9 ha    | 24.02.1933 |
| 1    | Datei hochladen | Ahorne um das Schloss Kaprun                      | NDM00025 | Kaprun KG: Kaprun GrStNr: 1220/2 Standort                                                                                       | Der Ahornbestand befindet sich im Norden und Osten des Schlosses Kaprun. | 700 m²    | 17.03.1933 |
| 0 BW | Datei hochladen | Kesselfall                                        | NDM00032 | Kaprun KG: Kaprun GrStNr: 1397 Standort                                                                                         | Der Kesselfall ist durch Steige erschlossen und von einem alten Fichtenbestand umrahmt. | 2,3 ha    | 22.12.1933 |
| 1    | Datei hochladen | Eiche beim Woferlgut in Bruck                     | NDM00035 | Bruck an der Großglocknerstraße KG: Bruck GrStNr: 207 Standort                                                                  | Die Eiche wies zum Untersuchungszeitpunkt einen Brusthöhendurchmesser von 4,2 m auf. Mitgeschützt wurde ein Radius von 4 m ab dem Stamm. Der Baum wurde zur Erinnerung an einen hingerichteten Rädelsführer des Bauernkrieges von 1525/26 gepflanzt. | 51 m²     | 22.12.1933 |
| 1    | Datei hochladen | Sigmund-Thun-Klamm                                | NDM00037 | Kaprun KG: Kaprun GrStNr: 1397; 345/2; 344/2; 344/1; 357/2 Standort                                                             | → Hauptartikel : Sigmund-Thun-Klamm f1 | 5,38 ha   | 23.01.1934 |
| 1    | Datei hochladen | Krimmler Wasserfälle                              | NDM00067 | Krimml KG: Krimml GrStNr: 756; 382/2; 376/4; 376/2; 375/18; 375/19; 375/20; 377; 382/1; 726/1 ff. Standort                      | Die Krimmler Wasserfälle gehören zu den höchsten der Welt, dreistufig fallen sie 140 m, 100 m, und nochmals mehr als 140 m in die Tiefe. Sie wurden mit dem europäischen Naturschutzdiplom ausgezeichnet. Geschützt ist die Krimmler Ache von 100 m vor dem oberen Wasserfall bis 100 m nach dem unteren Wasserfall sowie die Grundfläche 200 m breit links und rechts der Ache. | 57,75 ha  | 23.11.1961 |
| 0 BW | Datei hochladen | Bergahorn oberhalb des Handlerhofes in Hintermoos | NDM00112 | Maria Alm am Steinernen Meer KG: Aberg GrStNr: 1152 Standort                                                                    | Der Berg-Ahorn (Acer pseudoplatanus) wies zum Untersuchungszeitpunkt eine Höhe von 30 m und einen Brusthöhenumfang von 6,50 bis 7 m, wobei ein Radius von 15 m mitgeschützt wurde. | 707 m²    | 21.03.1973 |
| 0 BW | Datei hochladen | Ahorngruppe in Maria Alm                          | NDM00115 | Maria Alm am Steinernen Meer KG: Alm GrStNr: 1001/3 Standort                                                                    | Die fünf, rund 300-jährigen Ahornbäume stehen neben der Almer Landesstraße und der Urslau. Mit ihnen wurde eine Grundfläche mit 10 m Radius ab Stamm geschützt. | 0,11 ha   | 02.07.1973 |
| 1    | Datei hochladen | Kratzenberg-See                                   | NDM00123 | Hollersbach im Pinzgau KG: Hollersbach GrStNr: 356 Standort                                                                     | Der Kratzenberg-See ist ein Hochgebirgssee auf 2162 m Seehöhe. Mit ihm wurde ein 250 m breiter Geländestreifen landeinwärts unter Schutz gestellt. | 95,99 ha  | 02.09.1974 |
| 0 BW | Datei hochladen | Naturwald-Reservat Mitterkaser                    | NDM00133 | Weißbach bei Lofer KG: Oberweißbach GrStNr: 408; 412; 413; 417/1; 418; 415; 406/1; 406/2; 419; 455 Standort                     | Es ist in Umfang und Aufbau für das Steinerne Meer einmalig. Das Naturwald-Reservat (NWR00006, ca. 90 ha) besteht aus Lärchen, Fichten, Zirben und Latschen, zum Naturdenkmal gehört auch alpines Ödland. Erstreckt sich auch in das Gemeindegebiet Saalfelden. Auch Biogenetisches Reservat; großteils in ESG u. NSG Kalkhochalpen (AT3211012/00009/NSG00012), ca. 2 ha in NPK Weißbach (Sbg.Nr. 3) | 425,51 ha | 10.05.1976 |
| 1    | Datei hochladen | Seisenbergklamm                                   | NDM00138 | Weißbach bei Lofer KG: Unterweißbach bzw. Oberweißenbach GrStNr: 422/1 bzw. 463 Standort                                        | Die Seisenbergklamm erstreckt sich über eine Länge von rund 600 m und ist bis zu 50 m tief. Das umgebende Gestein ist der Dachsteinkalk aus der oberen Trias-Zeit. | 7,01 ha   | 23.11.1976 |
| 1    | Datei hochladen | Lofer Bach                                        | NDM00148 | Lofer KG: Lofer GrStNr: 257/1; 220/1; 230/1; 230/2; 230/6; 230/8; 241/3 Standort                                                | | 3,61 ha   | 16.09.1977 |
| 1    | Datei hochladen | Vorderkaserklamm                                  | NDM00149 | Sankt Martin bei Lofer KG: Obsthurn GrStNr: 15/1 Standort                                                                       | Der 400 m lange Abschnitt des Ödengrabens besteht aus Hauptdolomit der oberen Triaszeit. Es finden sich hier versteinerte Kalkalgen, Korallen und Reste von Seelilien. | 3,7 ha    | 18.10.1977 |
| 1    | Datei hochladen | Wasenmoos am Pass Thurn                           | NDM00152 | Mittersill KG: Paß Thurn GrStNr: 457; 463 Standort                                                                              | Das Wasenmoos liegt auf rund 1200 m Seehöhe in einem flachkuppigen Areal. Hier finden sich Zwergbirken (Betula nana), der Moorkönig (Pedicularis palustris), Fettkraut (Pinguicula vulgaris) und Sonnentau (Drosera sp.) sowie Knabenkräuter (Orchis sp.), Sumpfstendel (Epipactis palustris), Fieberklee (Menyanthes trifoliata), Torfmoose und zahlreiche Seggenrasenbestände. | 11,36 ha  | 16.06.1978 |
| 1    | Datei hochladen | Bergahorn in der Mayer-Einöden                    | NDM00155 | Kaprun KG: Kaprun GrStNr: 1319/2 Standort                                                                                       | Der Berg-Ahorn erreichte zum Zeitpunkt der Untersuchung eine Höhe von 16 m, eine Kronenbreite von 14 m und einen Brusthöhendurchmesser von 1,4 m. Mit dem Ahorn wurde ein Radius von 15 m ab Stamm mitgeschützt. | 707 m²    | 16.06.1978 |
| 1    | Datei hochladen | Untersulzbachfall                                 | NDM00156 | Neukirchen am Großvenediger KG: Sulzau GrStNr: 757; 301; 605/2; 618/1; 274; 275; 276 Standort                                   | Der Untersulzbachfall befindet sich am Ausgang des Untersulzbaches und stellt eine über 100 m hohe Felsstufe dar. | 5,87 ha   | 16.06.1978 |
| 1    | Datei hochladen | Staubfall bei Unken                               | NDM00163 | Unken KG: Gföll GrStNr: 642/1 Standort                                                                                          | Der Absturz des Staubbaches bildet die Grenze zu Deutschland. Das Naturdenkmal erstreckt sich auch auf den Bachlauf 50 m oberhalb des Staubfalles und reicht bis zur Einmündung des Staubbaches in den Fischbach. Mitgeschützt wurde eine umgebende Grundfläche mit 50 m Radius. | 0,52 ha   | 30.06.1978 |
| 0 BW | Datei hochladen | Thurnlöcher                                       | NDM00164 | Sankt Martin bei Lofer KG: Obsthurn bzw. Wildenthal GrStNr: 222/1; 34; 39/4; 201/2; 29/1; 29/2; 202/5 bzw. 400/2; 98/2 Standort | | 3,84 ha   | 30.06.1978 |
| 0 BW | Datei hochladen | Bergahorn auf der Mösernalpe                      | NDM00165 | Unken KG: Gföll GrStNr: 1165/1 Standort                                                                                         | Der Bergahorn stockt oberhalb der Talstation des Doppelliftes Kammerköhr und prägt das Landschaftsbild. Er hatte zum Untersuchungszeitpunkt einen Brusthöhendurchmesser von 1,50 m. Mitgeschützt ist die umgebende Grundfläche mit 15 m Radius ab Stamm. | 707 m²    | 30.06.1978 |
| 1    | Datei hochladen | Weissdorn auf dem Niederhofberg                   | NDM00183 | Bruck an der Großglocknerstraße KG: Reit GrStNr: 23/1 Standort                                                                  | Das baumartiges Exemplar des Eingriffeligen Weißdorns hatte zum Untersuchungszeitpunkt eine Höhe von 5 m, es stockt auf einer unbestockten Weide auf einer Seehöhe von 1000 m und prägt das Landschaftsbild. Die umgebende Grundfläche ist mit einem Radius von 5 m ab Stamm mitgeschützt. | 79 m²     | 20.07.1981 |
| 0 BW | Datei hochladen | Bergulme im Stubachtal                            | NDM00184 | Uttendorf KG: Stubach GrStNr: 455/1 Standort                                                                                    | Diese Ulme in Hanglage ist aufgrund ihres Alters und ihrer Wuchsform eine Besonderheit, und, da der Bestand der Ulmen im Pinzgau stark abgenommen hat, auch eine Seltenheit. | 314 m²    | 06.08.1981 |
| 1    | Datei hochladen | Bergahorne in Weyer                               | NDM00187 | Bramberg am Wildkogel KG: Bramberg GrStNr: 535/5 Standort                                                                       | Die beiden 150-jährigen Bergahorne bildeten zum Untersuchungszeitpunkt mit einem Brusthöhendurchmesser von je 1,2 m eine gemeinsame mächtige, kugelförmige Krone. Ihre Höhe betrug 10 m. Sie prägen das Landschaftsbild, mitgeschützt ist die umgebende Grundfläche mit 3 m Radius je Stamm. | 29 m²     | 24.11.1982 |
| 1    | Datei hochladen | Schößwendklamm im Felbertal                       | NDM00189 | Mittersill KG: Felberthal GrStNr: 254 Standort                                                                                  | |           |            |
| 0 BW | Datei hochladen | Linde beim Forsthof in Taxenbach                  | NDM00192 | Taxenbach KG: Taxenbach Standort                                                                                                | Die 150- bis 200-jährige Linde steht am westlichen Ortsrand von Taxenbach. Ihr Brusthöhendurchmesser betrug zum Untersuchungszeitpunkt 1,2 bis 1,5 m, der Kronendurchmesser 10 bis 12 m, ihre Höhe 20 m. Ab 2 m Höhe teilte sie sich in kräftige Äste. Sie prägt das Landschaftsbild. Mitgeschützt ist die umgebende Grundfläche mit einem Radius von 5 m ab Stamm. | 79 m²     | 01.02.1984 |
| 1    | Datei hochladen | Linde beim Kirchenwirt in St.Georgen              | NDM00193 | Bruck an der Großglocknerstraße KG: St. Georgen Standort                                                                        | Die Sommerlinde hatte zum Untersuchungszeitpunkt eine Höhe von 25 m, einen Kronendurchmesser von 16 m und einen Brusthöhenumfang von 7,2 m. Sie prägt das Landschaftsbild. Sie wurde 1732 anlässlich der Protestantenausweisung gepflanzt. Mitgeschützt ist die umgebende Grundfläche mit 3 m Radius ab Stamm. | 29 m²     | 03.02.1984 |
| 1    | Datei hochladen | Fichte bei der Weyerruine                         | NDM00194 | Bramberg am Wildkogel KG: Bramberg GrStNr: 535/3 Standort                                                                       | Die auf einer Anhöhe stockende Fichte steht groß über einer Hutweide und bildet mit der Weyerruine einen guten Orientierungspunkt im Gelände. | 79 m²     | 06.03.1984 |
| 1    | Datei hochladen | Gletschertöpfe auf der Poschalm                   | NDM00200 | Neukirchen am Großvenediger KG: Sulzau GrStNr: 686 Standort                                                                     | Die zwei Töpfe liegen in 1540 m Seehöhe an der Obersulzbachtalstraße; Durchmesser 3 m, Tiefe 1,5 m; entstanden in der Würmeiszeit; für das Tal einzigartige Gebilde erdgeschichtlicher Vergangenheit. | 157 m²    | 13.12.1985 |
| 0 BW | Datei hochladen | Kaiserlinde in Hütten                             | NDM00201 | Leogang KG: Sonnberg GrStNr: 132 Standort                                                                                       | Die Kaiserlinde in Hütten ist eine 127-jährige Winterlinde. Sie wurde anlässlich des 50-jährigen Regierungsjubiläums von Kaiser Franz Joseph I. 1898 gepflanzt. Der Baum verzweigte sich zum Untersuchungszeitpunkt in rund 1,10 m Höhe, der Brusthöhendurchmesser beider Stämme betrug über 1 m, die Höhe 22 m, und der Kronendurchmesser 22 m. Sie prägt das Landschaftsbild und hat kulturhistorische Bedeutung. Mitgeschützt ist die umgebende Grundfläche mit einem Radius von 5 m ab Stamm. | 79 m²     | 20.01.1986 |
| 1    | Datei hochladen | Gamseckfall im Obersulzbachtal                    | NDM00203 | Neukirchen am Großvenediger KG: Sulzau Standort                                                                                 | Der Gamseckfall gehört zu den schönsten Naturschauspielen des Sulzbachtales, er liegt etwa 100 m nordwestlich des Gasthauses Berndlalm und prägt das Landschaftsbild. Der Klammbereich liegt im Zentralgneis der Hohen Tauern, das Bachbett ist 3 bis 4 m breit. Geschützt ist der Bach auf eine Länge von 500 m mit einem beidseitigen Geländestreifen von je 10 m Breite. | 1,59 ha   | 27.02.1986 |
| 1    | Datei hochladen | Seebachfall im Obersulzbachtal                    | NDM00204 | Neukirchen am Großvenediger KG: Sulzau Standort                                                                                 | Der Seebachfall (siehe Seebachsee) gehört zu den bedeutendsten Naturdenkmälern im Obersulzbachtal, er liegt etwa 100 m nordwestlich des Gasthauses Berndlalm. Auf einer Seehöhe von 1400-1500 m stürzt er über eine ca. 100 m hohe Felswand im Zentralgneis. Er prägt das Landschaftsbild, mitgeschützt ist ein beidseitiger Grundstreifen von 10 m Breite. | 0,93 ha   | 04.03.1986 |
| 1    | Datei hochladen | Bergahorne beim Porsche Schüttgut                 | NDM00205 | Zell am See KG: Bruckberg GrStNr: 307/1 Standort                                                                                | |           |            |
| 0 BW | Datei hochladen | Haidnische Kirche im Amertal                      | NDM00208 | Mittersill Standort | Der wuchtige, haushohe Gneisblock ist Teil eines Bergsturz-Trümmerfeldes, ihm wurde im 18. Jahrhundert heilende Wirkung nachgesagt. Der begehbare Spalt hat den Namen Kirche vermutlich von seinem kuppelförmigen Gesamteindruck. Sehr auffällig sind die unterschiedlichen Bruchstellen, der kuppelartige Bereich ist glatt, währenddessen die unteren Teile schuppenförmig geschiefert sind. Von der Lawinengalerie der Felbertauern Straße ist die Oberseite des Blocks sichtbar, sie trägt eine schon sehr weit fortgeschrittene Vegetation aus Zirbe, Latsche, Heidelbeeren, Engelsüß und Goldrute. | 0,28 ha   | 22.04.1987 |
| 0 BW | Datei hochladen | Betfichte beim Schönbichlgut                      | NDM00214 | Fusch an der Großglocknerstraße KG: Fusch GrStNr: 922/7 Standort                                                                | |           |            |
| 0 BW | Datei hochladen | Bergahorn auf der Saalalm                         | NDM00219 | Saalbach-Hinterglemm KG: Hinterglemm GrStNr: 4 Standort                                                                         | |           |            |
| 1    | Datei hochladen | Birnbachloch in Leogang                           | NDM00222 | Leogang KG: Ecking GrStNr: 600 Standort                                                                                         | Das Birnbachloch ist eine Karstquelle in den Leoganger Steinbergen auf einer Seehöhe von 1291 m, sein optischer Eindruck wird durch eine rund 20 m weite, geräumige Eingangshalle bestimmt, in deren Hintergrund der Birnbach in einem im Durchmesser etwa 5 m messenden Quelltopf entspringt. Der Quelltopf vermittelt den Eindruck eines unterirdischen Sees. Mitgeschützt ist ein 30 m breiter Bereich allseits des Birnbaches bis 150 m bachabwärts der Quelle. | 0,79 ha   | 16.08.1988 |
| 0 BW | Datei hochladen | Gletschertöpfe am Grünsee                         | NDM00223 | Uttendorf KG: Stubach GrStNr: 559/2 Standort                                                                                    | |           |            |
| 0 BW | Datei hochladen | Naturwaldreservat Vorderweißtürchelwald           | NDM00241 | Rauris KG: Seidlwinkl GrStNr: 360. Standort                                                                                     | Ein Fichten-Lärchen-Zirbenwald mit Heidelbeere, Alpenjohannisbeere u. a., geht in einzelne Lärchen- und Latschenfelder über, sowie ein Lawinenstrich (Ödland, 1,43 ha). Wald ist Biogenetisches Reservat und Naturwaldreservat (NWR00006, beide 4,88 ha); in ESG und NPK-Kernzone Hohe Tauern (ESG AT3210001/NP00001) | 6,45 ha   | 06.04.1992 |
| 0 BW | Datei hochladen | Hofrat-Breiteneder-Fichte                         | NDM00242 | Krimml KG: Krimml GrStNr: 596/3 Standort                                                                                        | |           |            |
| 1    | Datei hochladen | Triefen in Maria Alm                              | NDM00247 | Maria Alm am Steinernen Meer KG: Hinterthal GrStNr: 3/6; 29/5 Standort                                                          | Bei der „Triefen“ handelt es sich um einen Wasseraustritt über einer undurchlässigen Gesteinsschicht, die sich etwa 2–3 m oberhalb der darunter fließenden Urslau befindet. Dadurch entsteht ein regenartiger Tropfvorhang von ca. 100 m Länge, der unabhängig von der Witterung auftritt. Das Naturgebilde besteht aus dem zentralen Teil eines anstehenden, durch die Urslau aufgeschlossenen, sehr harten Konglomeratkörpers. Es handelt sich um einen permischen Basiskonglomerat, ein Gestein der variszischen Orogenese, der nach oben hin wie Kalk aussieht. Durch diesen Konglomerat zieht horizontal ein durchgehender Quellhorizont, der die hydrologische Eigentümlichkeit des Kernbereichs der „Triefen“ bedingt. Es bildete sich großflächig eine quelltuffähnliche Moosdeckenflur aus. Insgesamt konnten 39 Laub- und 16 Lebermoosarten sowie 96 Farn- und Gefäßpflanzenarten nachgewiesen werden. Die Naturerscheinung der „Triefen“ gilt hinsichtlich Eigenart, Form und Ausdehnung als einzigartig im Bundesland Salzburg und verleiht dem Landschaftsbild ein besonderes Gepräge. | 0,21 ha   | 23.11.2001 |
| 1    | Datei hochladen | Leitenkammerklamm                                 | NDM00248 | Krimml KG: Krimml GrStNr: 515/1, 522/2 Standort                                                                                 | Die Leitenkammerklamm befindet sich im Wildgerlostal in einer Höhe von rund 1540 m. Der geologische Untergrund ist durch das Auftreten von Augen- und Flasergneis mit aplitischen Gneiseinlagen gekennzeichnet. Der Gerlosbach hat die Klamm in eine Steilstufe des Tals eingeschnitten. Der unmittelbare Klammbereich hat eine Länge von ca. 100 m und eine Breite von 5 bis 20 m. Die aufragenden Felswände bilden Schluchten, Erosionsformen wie Auswaschungen, Strudellöcher und Kolke strukturieren die Klamm, durch die eine Steganlage führt. Durch die begleitenden subalpinen Waldelementen führt ein Wanderweg. Aufgrund der ausgeprägten Erosionsformen ist die Klamm auch von wissenschaftlichem Interesse. In das Naturdenkmal ist beiderseits ein etwa 80 m breiter Schutzstreifen einbezogen. | 4,82 ha   | 04.03.2002 |

| Foto:                    | Fotografie des Naturdenkmals. Klicken des Fotos erzeugt eine vergrößerte Ansicht. Daneben finden sich zwei Symbole: \| Weitere Bilder vorhanden \| Das Symbol bedeutet, dass weitere Fotos des Objekts verfügbar sind. Durch Klicken des Symbols werden sie angezeigt. \| \| Eigenes Foto hochladen \| Durch Klicken des Symbols können weitere Fotos des Objekts in das Medienarchiv Wikimedia Commons hochgeladen werden. \| |
| Name:                    | Bezeichnung des Naturdenkmals laut offiziellen Quellen |
| ID                       | Identifikator |
| Standort:                | Es ist die Gemeinde und falls vorhanden die Adresse angegeben. Darunter sind die Katastralgemeinde (KG) und die Grundstücksnummer angeführt. Durch Aufruf des Links Standort wird die Lage des Denkmals in verschiedenen Kartenprojekten angezeigt. |
| Beschreibung             | Kurze Beschreibung des Naturdenkmals |
| Fläche                   | Fläche des Naturdenkmals in Hektar (ha) |
| Datum                    | Datum oder Jahr der Unterschutzstellung |
| Weitere Bilder vorhanden | Das Symbol bedeutet, dass weitere Fotos des Objekts verfügbar sind. Durch Klicken des Symbols werden sie angezeigt. |
| Eigenes Foto hochladen   | Durch Klicken des Symbols können weitere Fotos des Objekts in das Medienarchiv Wikimedia Commons hochgeladen werden. |